# Lorenzo Ponce
Lorenzo Ponce (Guayaquil, 1824 - ibídem, 11 de febrero de 1908) fue un filántropo y benefactor guayaquileño. El Hospital Psiquiátrico ubicado en la ciudad de Guayaquil lleva su nombre en memoria de sus acciones.

## Reseña biográfica
Benefactor y miembro de la Junta de Beneficencia de Guayaquil en 1894. Realizó donativos para las grandes obras realizadas a través de la Beneficencia de Guayaquil a finales del siglo XIX y principios del siglo XX. Parte de sus donaciones fueron para el Hospicio y el Hospital General de su ciudad. El 23 de agosto de 1896 hizo una donación de 8,000 sucres (alrededor de 16,000 dólares actuales, 2021) para el hospicio.
De acuerdo a su testamento, el 23 de febrero de 1908, dejó la importante suma de 50,000 sucres (alrededor de 100,000 dólares actuales, 2021) para la construcción de un nuevo asilo de enfermos mentales y que desde ese entonces lleva el nombre de Hospital Psiquiátrico Lorenzo Ponce.